# Monster X Strikes Back: Attack the G8 Summit
Monster X Strikes Back: Attack the G8 Summit (japonès: ギララの逆襲／洞爺湖サミット危機一発 Girara no Gyakushū: Tōyako Samitto Kiki Ippatsu) és una pel·lícula de comèdia kaiju japonesa de 2008, estrenada per Shochiku i produït pel Comitè de Producció Guilala.

## Argument
L'any 2008, tots els líders mundials estan junts en una reunió del G8 al Japó. Un meteorit s'estavella al cor de Sapporo i allibera el monstre Guilala. El monstre arrasa per Sapporo, deixant la mort i la destrucció al seu pas. Després d'arrassar la ciutat, Guilala es transforma en una bola de foc gegant i vola a través de Hokkaidō, dirigint-se cap a la cimera del G8. El primer ministre del Japó proposa cancel·lar la cimera per la seguretat de tots els implicats, però el president dels Estats Units convenç als altres líders mundials de quedar-se personalment i lluitar. Poc després de formar una aliança mundial, cada líder es queda per lluitar pels seus propis motius:
- Estats Units - Per augmentar les seves valoracions a les enquestes.
- França - Per fer un moviment amb una bonica intèrpret de japonès.
- Gran Bretanya - Per ajudar el seu aliat, els Estats Units.
- Alemanya - Per posar fi al sexisme al Bundestag.
- Canadà - Per acompanyar la líder alemanya per la seva seguretat.
- Itàlia - Creu que les filosofies de l'Antiga Roma aturaran Gilala.
- Rússia - Se sent abandonat pel grup i perquè Rússia és a prop del Japó (on Guilala podria dirigir-se a continuació).
- Japó - S’uneix a la majoria del grup acordant aturar Guilala.

Els líders aviat descobreixen que el motiu de l'aparició de Guilala a la Terra es devia a un satèl·lit xinès que va caure de l'òrbita i va ser el "meteorit" estavellat a Sapporo. Ajudant als líders hi ha el Dr. Sano, un científic japonès que descobreix que Guilala és en realitat una espora còsmica unida a la sonda que va ser exposada a l'atmosfera de la Terra, la qual cosa va fer créixer en el monstre. També s'adona que l'accident va fer que Guilala perdés molta energia i està buscant energia "d'alta temperatura" per recarregar-se. El metge creu que el monstre no marxarà del Japó fins que no trobi l'energia que necessita. Mentrestant, Guilala arriba a la central elèctrica de Noboribetsu i aspira tota l'energia de la planta.
Amb l'esperança d’atrapar Guilala, els japonesos instal·len un generador de terratrèmols a prop de Shōwa-shinzan per atreure Guilala a un flux de magma i destruir-lo amb un súper míssil conegut com el Voltor. Guilala arriba per alimentar-se, però ell s'empassa el míssil sencer quan se li dispara. Aviat, altres països s'estan lluitant amb les seves pròpies "súper" armes, però cadascun falla de manera còmica. Enmig de tot això, el primer ministre japonès mor per la diarrea i és substituït per Junzaburo Ohizumi, un antic primer ministre i amic del president dels Estats Units. Arriba per ajudar a la batalla, però sembla capriciós. Ohizumi fins i tot suggereix l'ús d'armes nuclears, però els altres líders ho desaproven.
Quan la ment de Guilala és danyada per una arma britànica de rentat de cervell, el monstre comença un esvalotament salvatge. Ohizumi de sobte revela que ell és de fet el líder suprem del "País del Nord" (Kim Jong-Il de Corea del Nord). Va robar la identitat d'Ohizumi durant una visita d'estat. Revela que els intèrprets japonesos que assisteixen a la cimera del G8 són tots els seus espies i tots treuen armes, prenent com a ostatges els líders mundials. També anuncia que té previst utilitzar una ogiva nuclear "limitada" per destruir Gilala. Mentrestant, el president Sorkozy (sic) de França s'ha acostat finalment a la traductora, que confessa la seva veritable identitat. Vestit només amb una tovallola, Sorkozy crea una distracció, que permet als soldats japonesos apressar els espies. El líder de País del Nord és capturat però no abans d'aconseguir llançar el míssil nuclear a Guilala. El Dr. Sano anuncia que les espores de Guilala es tornen a energitzar i que si el míssil colpeja, es propagarà les espores de Guilala per tot el món.
Mentrestant, dos periodistes japonesos anomenats Sumire Sumidagawa i Sanpei Toyama descobreixen un poble amagat ple de fidels. Són expulsats com a forasters que s'introdueixen en una cerimònia sagrada. Poc després, Guilala aterra i comença a buscar energia. Sumire i Sanpei s'envien a rebre notícies sobre el furor de Guilala. Tanmateix, els seus esforços resulten infructuosos, ja que altres grups de notícies busquen grans notícies sobre Guilala. Durant els esforços de la Cimera del G8 per aturar Guilala, Sumire es troba amb un noi que va veure a la cerimònia del poble. Creient que el poble podria saber com aturar la Guilala, Sumire i Sanpei tornen a buscar respostes.
Troben una talla de Guilala que també noten que lluita contra un altre monstre. Aquesta figura es coneix com Take-Majin, una deïtat a la qual veneren els vilatans. Una profecia antiga va predir que Guilala anava a destruir el món, però Take-Majin l'aturaria, que es despertaria per salvar la humanitat de Guilala. El nen petit que Sumire va conèixer abans adorava a Take-Majin, després que el seu pare morís en una esllavissada de terra. Preocupats per la seguretat del planeta per sobre dels seus, Sumire i un Sanpei reticent participen en la cerimònia de despertar de Take-Majin. Just quan Take-Majin està a punt de despertar-se, tot el poble és evacuat per l'exèrcit quan el míssil nuclear llançat pel País del Nord comença a apropar-se a Guilala.
Just a temps, Take-Majin es desperta de sobte i atura el míssil agafant-lo amb les natges, la qual cosa permet que exploti dins del seu cos de manera inofensiva. Després s'enfronta a Guilala, preparant-se per la batalla. Després d'una llarga batalla, Take-Majin guanya, decapita Gilala i salva tota la humanitat tal com es va profetitzar. Take-Majin torna llavors al seu santuari per dormir una vegada més. Els líders de la Cimera del G8 celebren la seva victòria prenent-se un bany en una aigua termal (tot i que el líder suprem del País del Nord s'escapava durant la lluita).

## Repartiment
- Natsuki Kato com a Sumire
- Kazuki Kato com a Senpei
- Akira Matsushita com a ex primer ministre Junzaburo OhiZuma
- Matabee Watabe com
- Jon Heese com a president dels Estats Units, Earth Burger
- Anatoli Krasnov com a president rus Beef Stroganuf Putchin
- Inge Murata com a Bundeskanzlerin Angela Merkel
- Ingo com a expresident Escalugo Solkozi
- Roberto Corassanti com el primer ministre italià Pizzano Pietro
- Wayne Doster com el primer ministre britànic Master Pie Brightman
- Ricaya Spooner com a KGB
- Ziko Uchiyama com a dictador del nord
- Shoken Kunimoto as
- Yakan Nabe com
- Kon Arimura com a locutor
- Kei Akazawa com a traductor
- Hikari Nagase com a traductor
- Haruka Inoue com a traductora
- Maiko Kawamura com a traductora
- Rei Natsumi com a traductor
- Emi Ota com a traductora
- Yuri Morishita com a traductor
- Shun'ya Wazaki com
- Lily Franky com
- Namoru Abe com a vilatan
- Susumu Kurobe com a oficial Kimura
- Masami Horiuchi com
- Bin Furuya com a oficial Takamine
- Eiichi Kikuchi com a alcalde Makichi
- Huracà Ryu com a Guilala
- Takeshi Kitano com a Take-Majin

## Reacció
Quan fou estrenada a la G-Fest, XVI la pel·lícula es va trobar entretinguda perquè no es va prendre seriosament i va adoptar un enfocament satíric. Tanmateix, les crítiques retrospectives van quedar decebudes perquè moltes seqüències de Guilala a la pel·lícula (el furor de Guilala a Sapporo, l'atac de Guilala a la central elèctrica i gairebé totes les escenes de Guilala disparant boles de foc) no eren més que material d'emmagatzematge reciclat de la pel·lícula original.
The Hollywood Reporter caracteritza la pel·lícula com "segurament que té poc valor artístic, però (...) obliga a portar la gent als cinemes".

## Mitjans domèstics
Monster X Strikes Back: Attack the G8 Summit va ser llançada a Amèrica del Nord en DVD el 30 de juny de 2009 per Media Blasters. Les característiques especials són una galeria de fotos i tràilers Tokyo Shock.